# 宮城道雄
宮城 道雄（みやぎ みちお、1894年〈明治27年〉4月7日 - 1956年〈昭和31年〉6月25日）は、日本の作曲家・箏曲家である。兵庫県神戸市生まれ。旧姓は菅（すが）。十七絃の開発者としても知られる。大検校であったため、広く『宮城検校』と呼ばれた。
『雨の念仏』（1935年）などの随筆により文筆家としての評価も高い。作家の内田百閒とは親友同士であり、交友も深く、双方の随筆でたびたび言及していた。

## 略歴
1894年（明治27年）に菅国治郎とアサの長男として兵庫県神戸市三宮（現在の同市中央区）の居留地内で生まれる。父親は広島県沼隈郡鞆町（現在の福山市）の出身で分部氏の次男、母親も同県安佐郡祇園町（現在の広島市安佐南区）出身である。生後200日頃から眼病を患う。4歳の頃に母と離別して、祖母ミネのもとで育てられた。7歳の頃に失明した。以降、生涯にわたって咽頭炎などを発病した際、折に触れて眼痛を訴えることがあったが、この失明が転機となり音楽の道を志す。
8歳で生田流箏曲の二代菊仲検校に師事するも、その後兄弟子菊西繁樹の紹介により二代中島検校に師事した。2年後に師匠が病没したため、以降は三代中島検校に師事し、11歳で免許皆伝となる。師匠から「中島」の「中」の字をもらい受け、中菅道雄と名乗った。13歳の夏、一家の収入を支えるため父の滞在する朝鮮の仁川へ渡り、昼間は箏、夜間は尺八を教えて家計を助けた。道雄は既習の曲の演奏だけでは満足せず、新規の作曲を目指した。1909年（明治42年）に14歳で第一作の箏曲「水の変態」を書き上げ、伊藤博文に評価された。伊藤は道雄を上京させて支援することを約束したが、同年に伊藤が暗殺されたため、叶うことはなかった。
1910年（明治43年）に朝鮮・京城（現在のソウル）へ渡って頭角を現す。1913年（大正2年）、入り婿として喜多仲子と結婚したのち、妻の生家の宮城に改姓してからは芸名を廃止し、本名の宮城姓を名乗った。1914年（大正3年）に同地で尺八家の吉田晴風と知り合い、2人は生涯の親友となった。道雄は朝鮮滞在中も神戸の旧師である中島や、熊本の地歌名手として知られる長谷幸輝のもとを訪ねてさらなる研鑽に励み、1916年（大正5年）に最高位である “大検校” の称号を受けた。1917年（大正6年）4月、晴風の招きにより上京するが、ほどなくして妻が病死し、再び道雄は貧窮した。
1918年（大正7年）に吉村貞子と再婚し、貞子の姪である牧瀬喜代子（後の宮城喜代子）、数江（後の宮城数江）姉妹がのちに道雄のもとへ入門した。道雄は葛原しげる、高野辰之、山田源一郎、田辺尚雄らの洋楽作曲家や評論家、学者などに注目された。また、彼らの支援や助言により1919年（大正8年）、本郷春木町の中央会堂で念願の第1回作品発表会を開催し、作曲家としての本格的なデビューを果たした。翌1920年（大正9年）5月、葛原の紹介により、箏の経験を持つ内田百閒が道雄に入門する。箏では弟子である百閒は、文学面では逆に道雄の師となった。同年11月には東京の有楽座で本居長世とともに合同作品発表会を開き、この場で尺八演奏を担当した晴風が『新日本音楽大演奏会』と命名した。これは後に「新日本音楽」という邦楽と洋楽の結集による新しい日本音楽を創造することを目的とした活動になり、道雄、長世、晴風がその中心的な役割を果たし、開始されたばかりのラジオ放送や、レコード録音、初世中尾都山との演奏旅行などによって全国的に広められ、日本音楽の潮流に数多の影響を及ぼした。

1925年（大正14年）、東京放送局のラジオ試験放送初日に出演する。以後、道雄は毎年の正月放送を筆頭に海外との交歓放送や国際放送、初となる放送による箏曲の講習などを実施した。これらの放送文化に対する多くの功績が認められて1950年（昭和25年）に第1回NHK放送文化賞を受賞している。

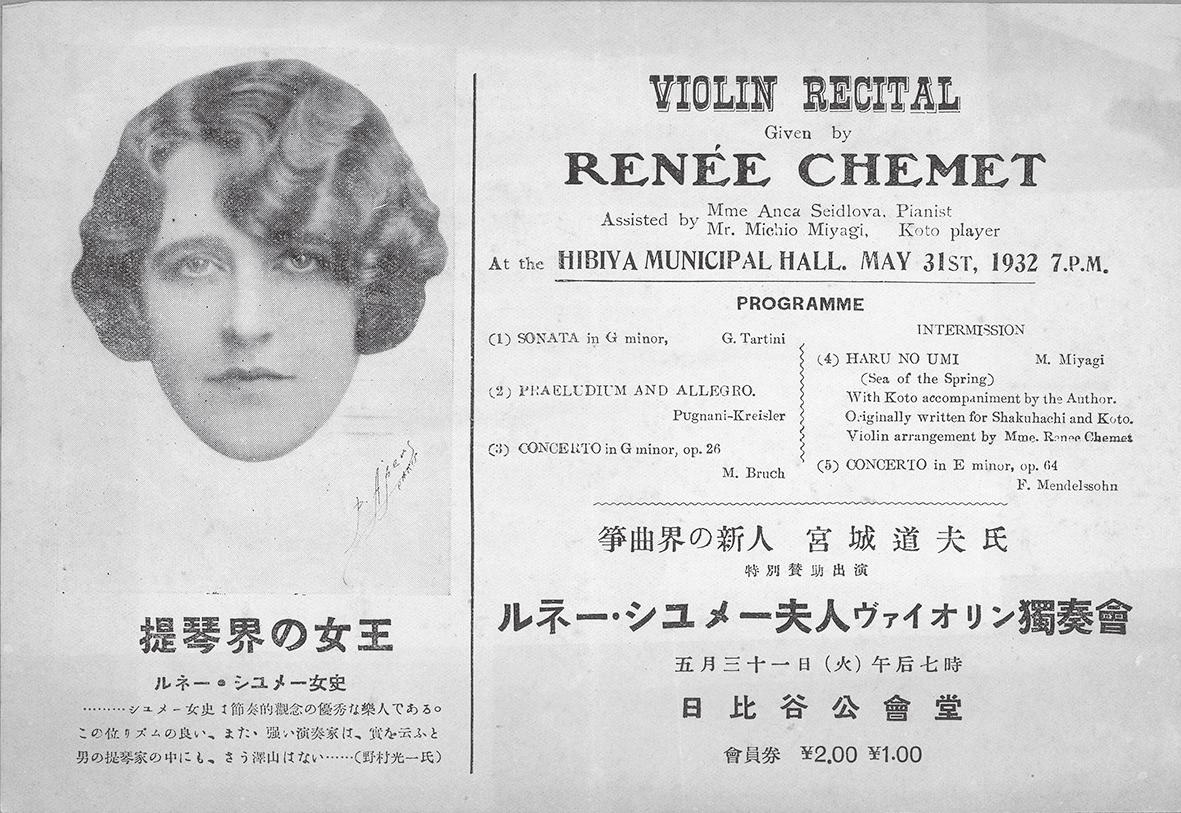
シュメーと宮城道夫と同時来日:en:Anca Seidlovaの演奏会。日比谷公会堂1932年

1929年（昭和4年）に道雄が発表した箏と尺八の二重奏曲「春の海」は、来日したフランス人女流ヴァイオリニスト、ルネ・シュメーが尺八部分をヴァイオリンに編曲し道雄との合奏がなされ、世界的な評価を得ることになった。その合奏は1932年（昭和7年）にレコードに吹き込まれ日、米、仏で発売された。
「春の海」は翌年の歌会始の勅題「海辺巌」にちなんで制作されたもので、かつて道雄が瀬戸内海を船で巡ったときの印象をもとに、波の音や鳥の声、漁師の舟唄などを加えて作られた。
1930年（昭和5年）、東京音楽学校に講師として赴任した。1937年（昭和12年）に同校の教授となり、翌年には東京盲学校の講師を務めた。道雄の教育は箏曲に五線譜や絃名譜を能動的に取り入れるなどの斬新なものであった。また、初心者向けの箏や三味線用教則本を執筆した。加えて、門人を指導し後進の育成に努めた。さらに、劇伴制作または筝曲指導というかたちで映画にもかかわっており、1935年には田中喜次の映画『かぐや姫』の音楽を手掛けたほか、1938年には百閒原作の東宝映画『頬白先生』で、百閒の娘役を演じることとなった高峰秀子に対して箏の手ほどきを行っている。戦災の悪化に伴い1944年（昭和19年）12月1日、神奈川県三浦郡葉山町の別荘へ疎開し、翌1945年（昭和20年）3月29日には現在の栃木県塩谷郡高根沢町へと再疎開した。同年5月25日の山の手空襲により道雄の牛込中町の住居は焼失した 。9月6日、疎開地より引き上げる。

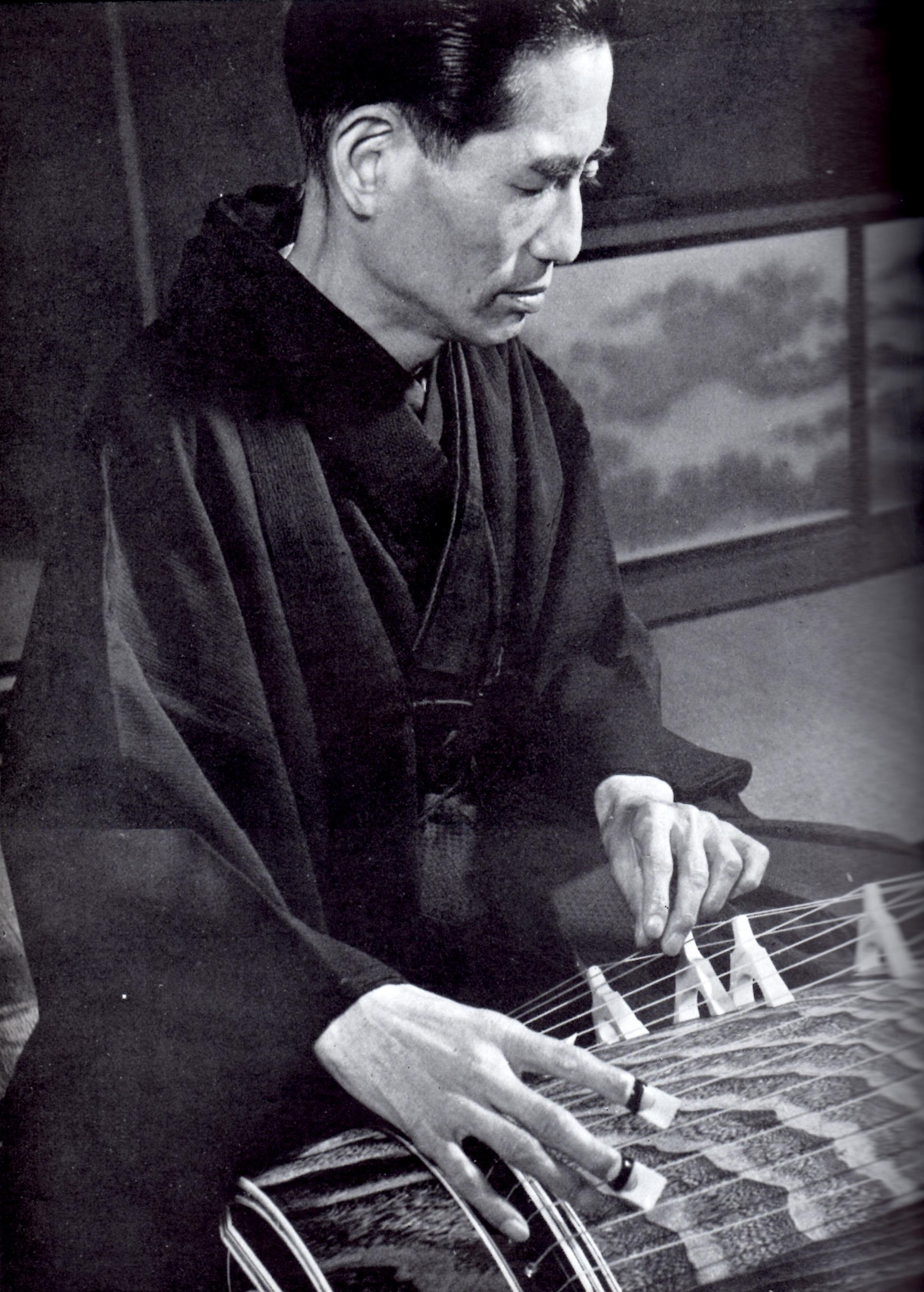
箏を奏でる宮城道雄

1948年（昭和23年）5月に中町の住居を再建し、8月には父の故郷である鞆の浦で初の演奏会を開催した 。同月、日本芸術院会員となる 。1951年（昭和26年）3月には国内外の道雄の門人による「宮城会」が創設された。同年4月には、箏制作者であり、また、楽器の収集家としても著名な水野佐平が開設した「丹水会館」においてこけら落としとなる演奏を行っている。1953年（昭和28年）夏、フランスのビアリッツとスペインのパンプロナで開催された『国際民族音楽舞踊祭』に日本代表として参加、道雄は賛美され最優等賞を獲得した。また、英国放送協会より「ロンドンの夜の雨」を放送初演した。
1956年（昭和31年）6月25日未明、大阪での公演へ向かうため、下りの夜行寝台急行列車「銀河」に付き添いの内弟子・牧瀬喜代子とともに乗車中の午前3時頃、愛知県刈谷市の刈谷駅手前で客車ドアから車外に転落した。午前3時半頃、現場を通りかかった貨物列車の乗務員から「三河線ガードのあたりで線路際に人のようなものを見た」という通報を受け、現場に向かった刈谷駅の職員に救助され豊田病院（現在の刈谷豊田総合病院）へと搬送されたが、午前7時15分に病院で死亡が確認された。救助時点ではまだ意識があり、自らの名前を漢字の説明まで入れて辛うじて名乗ったと伝えられる。
宮城の死については、寝ぼけてトイレのドアと乗降口を間違えたなどの推測や自殺も噂されたが、どれも推測や憶測にとどまり事故の真相は不明である。周囲の人物評では、百閒が道雄の行動を常々観察して「カンの悪い盲人」と評しており、高峰秀子もまたこの訃報を新聞で知ったとき、ただちに「宮城先生は誤ってデッキから落ちられたのだ」と思ったという。実際に道雄は晩年、場慣れしているはずの自宅内で転倒して片方の眼球を痛め、眼球摘出手術を受けるという事故を経験しており（その後は義眼を入れていた）、視覚障害者としては歩行感覚が鋭敏でなかったことをうかがわせる。

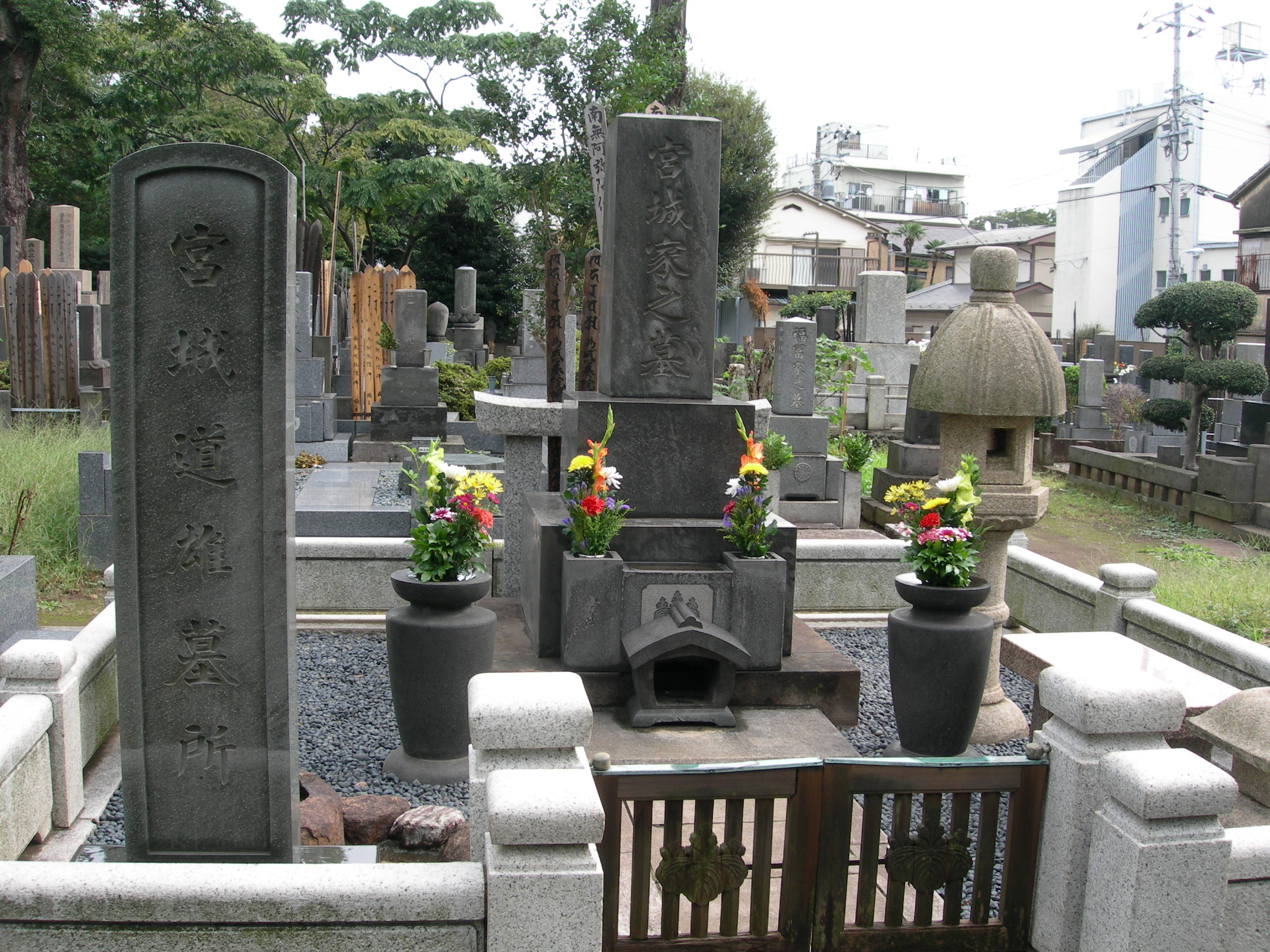
谷中霊園内の宮城道雄の墓

墓所は東京都台東区の谷中霊園にある。命日の6月25日は遺作の歌曲にちなみ、｢浜木綿忌｣と呼ばれている。一周忌に際して水野佐平は邦楽再興に奉じた道雄の死を無意味にしてはいけないと考え、所蔵していた名作筝などを自宅の「和楽荘」及び邸内の「丹水会館」に展示した。また同年には前述の事故現場近くに、宮城会・日本盲人会・刈谷市により供養塔が建立されている。
宮城の功績として、箏曲の伝統に根を下ろしながら洋楽を組み込んで、新しい日本の音楽を創造した点が挙げられる。道雄はその生涯で、大構成の合奏曲から童曲にわたる幅広い作品を400曲以上制作した。また、自作曲や古典曲の演奏を行う一方、古典楽器の改良や新楽器の開発を行い、十七絃、八十絃、短琴（たんごと：家庭用の琴）、大胡弓（だいこきゅう：大型の胡弓）などを発明した。他方では、1935年（昭和10年）に百閒の薦めで随筆集『雨の念仏』を執筆して以降、随筆にも才能を発揮し、これらの随筆は川端康成や佐藤春夫らから高評価を得ている。
神戸の旧居留地58番地（現在は56番の三井住友銀行神戸本部ビル敷地内）に生誕地の碑が建ち、1978年（昭和53年）には道雄が晩年まで住んでいた東京都新宿区中町に “日本で最初の音楽家の記念館”「宮城道雄記念館」が設立された。

## 受賞等

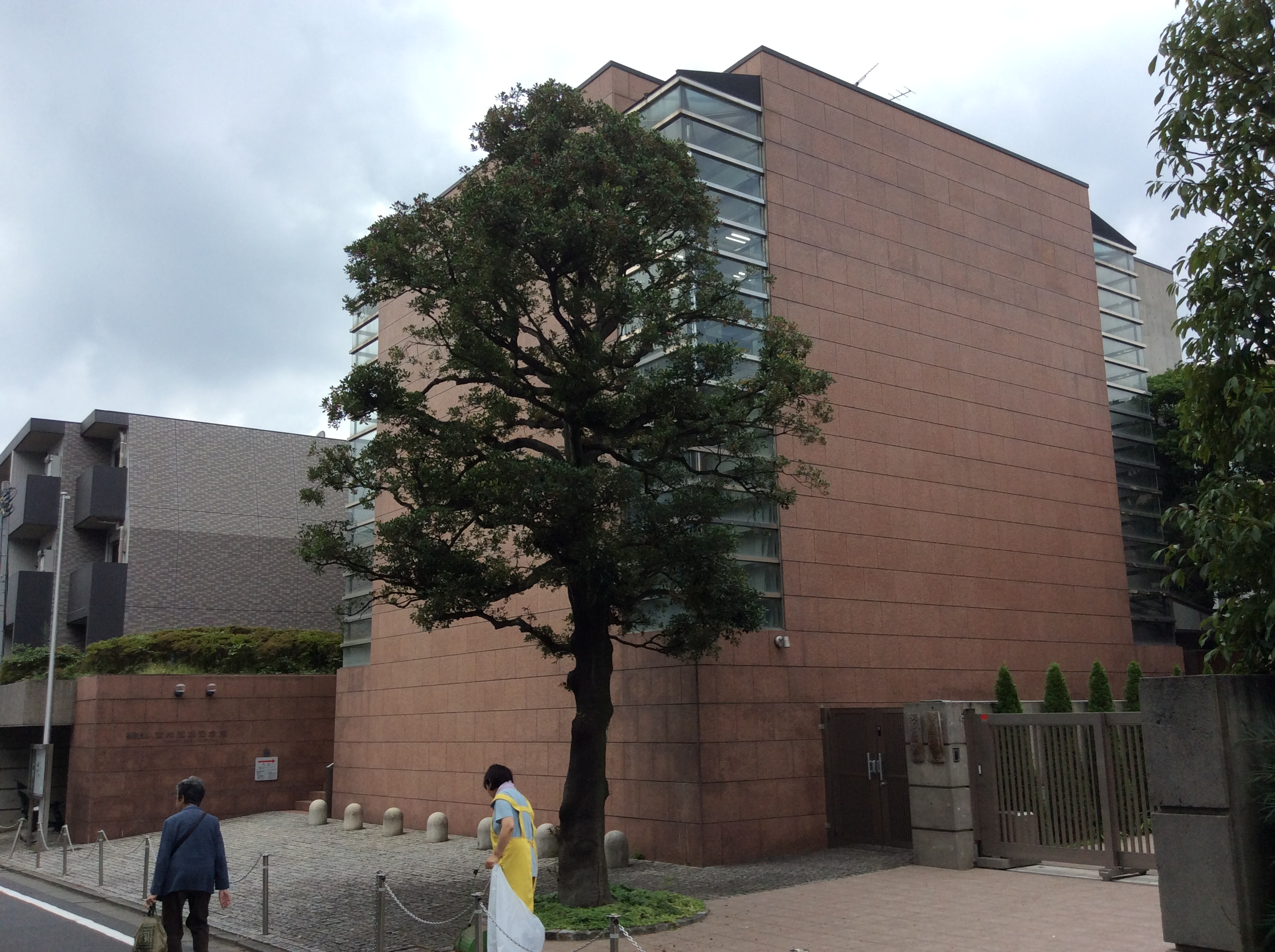
宮城道雄記念館（2017年9月27日撮影）

- 1932年 - 「春の海」が日米仏でレコード発売
- 1937年 - 東京音楽学校（現在の東京芸術大学）教授就任
- 1948年 - 日本芸術院会員になる
- 1950年 - 東京芸術大学専任講師就任[3]
- 1950年 - 第1回NHK放送文化賞受賞
- 1951年 - 宮城会結成
- 1978年 - 宮城道雄記念館（一般財団法人、東京都中野区）開館

## 作品
宮城道雄の作品はクラシック音楽の影響を受け、構成感（形式感）と拍節感の明晰さや、主旋律と伴奏の対比を特徴としている。たとえば「さくら変奏曲」にワルツが出てくるのもこのような発想からすれば不思議なことではない。また、変奏曲というクラシック音楽のジャンルや、デュエット、アンサンブルといった西洋的な発想を創作に取り入れていることも注目される。「ロンドンの夜の雨」はフランス印象主義音楽の影響さえ認めることが可能であり、新しいものを貪欲に取り入れたこの作曲家の学習意欲を証明している。その曲風に西洋音楽の息吹を感じられるのは、幼少の頃、神戸のレコード屋の前で熱心に立ち聞きして覚えた旋律にあるといわれる。

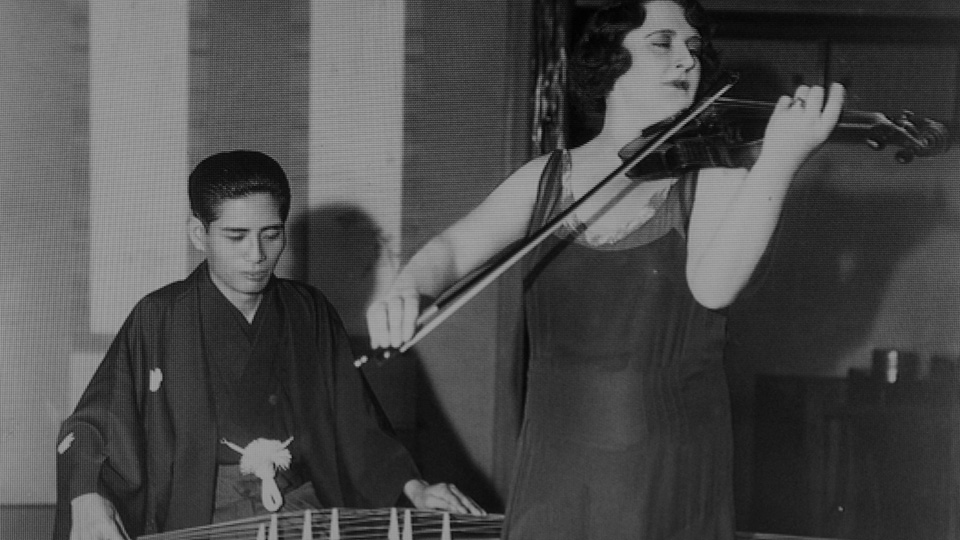
宮城の自宅で「春の海」を合奏する宮城道雄とルネ・シュメー

### 初期の作品
- 明治期
  - 水の変態 - 明治42年（1909年）、歌曲（手事物）作詞：大田垣蓮月、小沢蘆庵、井上文雄ほか
- 大正期（大正8年迄、大正9年以降省略）
  - 『笛の音』 - 大正2年（1913年）、歌曲 作詞：大和田建樹
  - 『唐砧』 - 大正2年、箏2部と三絃2部の四重奏曲
  - 『春の夜』 - 大正3年（1914年）、歌曲（手事物）箏と尺八、作詞：土井晩翠
  - 『初鶯』 - 大正3年、箏と尺八、作詞：大和田健樹
  - 『社頭杉』 - 大正3年
  - 『蛙』 - 大正3年
  - 『かけひの音』 - 大正3年、歌曲、作詞：大和田建樹
  - 『都踊』 - 大正4年（1915年）歌曲　三絃四部合奏、三曲合奏、作詞：大和田建樹
  - 『御代の栄』 - 大正4年
  - 『白桃花』 - 大正5年（1916年）
  - 『鏡ヶ浦の驟雨』 - 大正5年
  - 『秋風吟』 - 大正5年
  - 『琴の影』 - 大正5年
  - 『春の雨』 - 大正6年（1917年）、童曲、作詞：葛原しげる
  - 『おうむ』 - 大正7年（1918年）、童曲、作詞：葛原しげる
  - 『おさる』 - 大正7年、童曲、作詞：葛原しげる
  - 『秋の調』 - 大正7年、歌曲　箏と尺八、作詞：小林愛雄
  - 『貝の葉』 - 大正7年、作詞：葛原しげる
  - 『晩秋』 - 大正7年、歌曲、作詞：北原白秋
  - 『君のめぐみ』 - 大正7年、歌曲 作詞：大和田建樹
  - 『文福茶釜』 - 大正7年、童曲、作詞：葛原しげる　※葛原と制作した作品は、同年で8つの童曲があり、この他に『鮭と麸』、『蝸牛』、『秋』 、『秋のお庭』などが挙げられる
  - 『若水』 - 大正8年（1919年）、歌曲（三曲形式）、作詞：島崎藤村
  - 『秋の夜』 - 大正8年、歌曲、作詞：小林愛雄　
  - 『吹雪の花』 - 大正8年、箏四重奏曲
  - 『ひぐらし』 - 大正8年、箏、大胡弓、尺八三重奏曲
  - 『古戦場』 - 大正8年、歌曲、作詞：葛原しげる
  - 『七夕』 - 大正8年、歌曲、作詞：島崎藤村
  - 『秋の一夜』 - 大正8年、歌曲、作詞：与謝野晶子
  - 『疑』 - 大正8年、三絃曲（三部）、作詞：高野辰之（高野斑山）
  - 『月光』『知るや君』 - 大正8年、歌とヴァイオリン　作詞：島崎藤村

### 代表作
- 箏曲
  - 春の海 - 箏と尺八
  - 瀬音（箏と十七絃）
  - 落葉の踊（箏、三絃、十七絃）
  - 数え唄変奏曲
  - ロンドンの夜の雨
  - さくら変奏曲（箏2面と十七絃）
  - 越天楽変奏曲（箏と管弦楽、オーケストレーション：近衛秀麿・近衛直麿）
  - 神仙調協奏曲（箏と管弦楽、菅原明朗と合作）
  - 壱越調協奏曲（箏と管弦楽、オーケストレーション：下総皖一）
  - 祝典箏協奏曲（箏と十七絃・尺八・フルート・胡弓・打物、管弦楽伴奏版のオーケストレーションは服部正）
  - 箏協奏曲「盤渉調」（箏と管弦楽、オーケストレーション：松平頼則）
  - 童曲(子供向け箏曲)『ワンワンニャオニャオ』『チョコレート』『夜の大工さん』
  - さらし風手事
- 歌曲
  - 秋の調
  - 浜木綿（作詞：宮城道雄）

## 著書

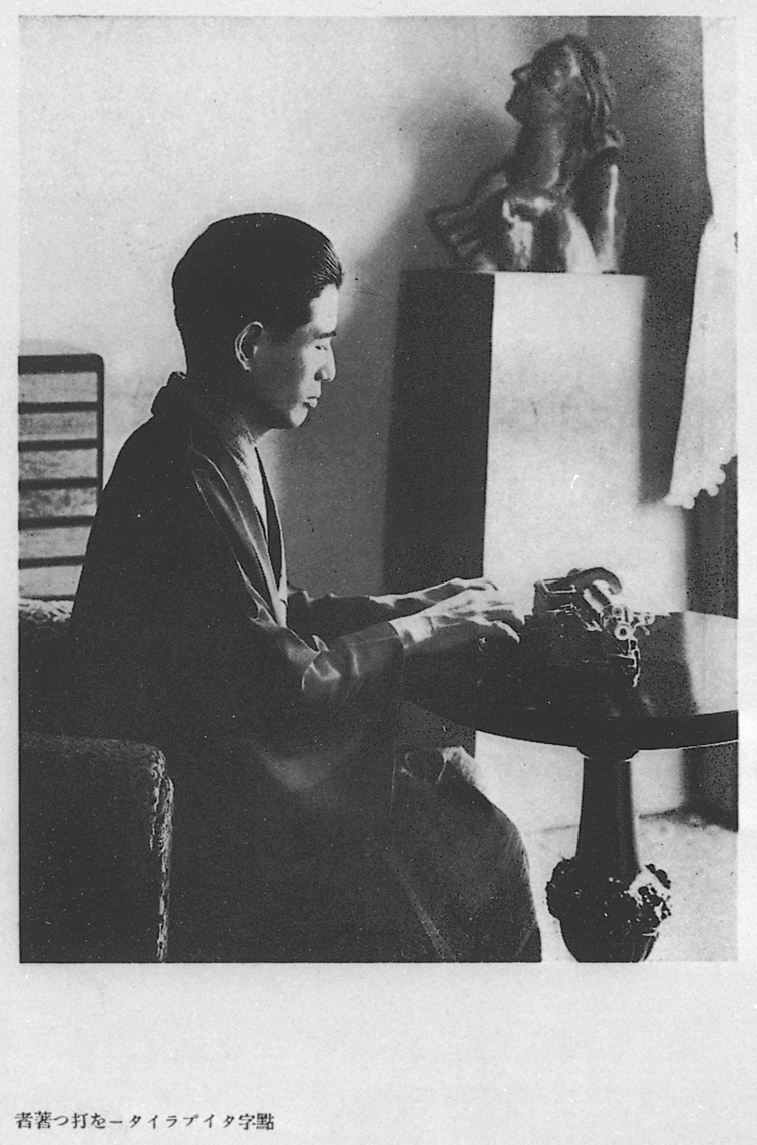
点字タイプライターを扱う宮城道雄 - 随筆集『夢の姿』（1941年）

### 随筆集
- 『雨の念仏』三笠書房、1935年2月。 NCID BA33592623。全国書誌番号:46076680。
  - 『雨の念仏』日本図書センター〈障害とともに生きる 9〉、2001年2月。ISBN 9784820558903。 NCID BA50935282。全国書誌番号:20160522。
- 『騒音』三笠書房、1936年1月。 NCID BA37260046。全国書誌番号:46062206。
- 『垣隣り』小山書店、1937年11月。 NCID BN06233448。全国書誌番号:46047483。
- 『春秋帖』小山書店、1937年12月。 NCID BA32342074。全国書誌番号:46057522。
  - 『雨の念仏』と『騒音』の合本。
- 『夢乃姿』那珂書店、1941年11月。 NCID BA31675005。全国書誌番号:46027734。
  - 中村吉右衛門（書籍題字）、林芙美子（装幀）、内田百間（校正）。
- 『軒の雨』養徳社〈養徳叢書 25〉、1947年1月。 NCID BN13704023。
- 『古巣乃梅』雄鶏社、1949年10月。 NCID BN13424162。全国書誌番号:49009615。
- 『春の海』ダヴィッド社、1956年8月。 NCID BN15159936。全国書誌番号:56010606。
  - 『春の海』旺文社〈旺文社文庫〉、1980年10月。 NCID BA3209135X。全国書誌番号:81006207。
  - 『春の海』講談社、1993年6月。ISBN 9784062064491。 NCID BN09393848。全国書誌番号:93045802。
- 『水の変態』宝文館、1956年8月。 NCID BN1169991X。全国書誌番号:56010608。
- 『あすの別れ』三笠書房、1956年9月。 NCID BN15159834。全国書誌番号:56013932。
- 千葉潤之介編 編『新編春の海 宮城道雄随筆集』岩波書店〈岩波文庫〉、2002年11月。ISBN 9784003116814。 NCID BA59530268。全国書誌番号:20360184。
- 『心の調べ』河出書房新社、2006年8月。ISBN 9784309017747。 NCID BA78611050。全国書誌番号:21095360。

### 全集

#### 三笠書房
- 『宮城道雄全集』 第1巻、三笠書房、1957年4月。 NCID BA30780875。全国書誌番号:57005339。
- 『宮城道雄全集』 第2巻、三笠書房、1957年9月。 NCID BA30780875。全国書誌番号:57000156。
- 『宮城道雄全集』 第3巻、三笠書房、1958年5月。 NCID BA30780875。全国書誌番号:51001991。

#### 東京美術
- 『定本宮城道雄全集』 上巻、東京美術、1972年6月。 NCID BN11503097。全国書誌番号:75051104。
- 『定本宮城道雄全集』 下巻、東京美術、1972年6月。 NCID BN11503097。全国書誌番号:75051104。

#### 大空社・講談社エディトリアル
- 『宮城道雄著作全集』 第1巻（随筆 1）、大空社、2015年3月。ISBN 9784283011892。 NCID BB18767751。全国書誌番号:22589212。
- 『宮城道雄著作全集』 第2巻（随筆 2）、講談社エディトリアル、2019年12月。ISBN 9784866770505。 NCID BB18767751。全国書誌番号:23390232。
- 『宮城道雄著作全集』 第3巻（対談・座談）、講談社エディトリアル、2020年12月。ISBN 9784866770765。 NCID BC04949372。全国書誌番号:23483630。

### 註釈
1. ↑  ただし、道雄自身にとって宮城検校と呼ばれることは喜ばしいことではなかった[5]。
2. ↑  当時の国鉄客車のドアは手動で鎖錠装置も設置されておらず、走行中でも自由に開閉できた。通勤電車などでは自動ドアへの転換が進んでいたが、客車はこの事故の直後に設計された20系（1958年製造開始）が鎖錠装置設置の初例で、国鉄分割民営化直前の1986年頃まで手動ドアで運行される列車が多数残存した。
3. ↑  高峰秀子は宮城に箏を教わった10日ほどの間に、彼が階段から足を踏み外して階下に転落する様子をたびたび目撃していた[5]。
4. ↑  刈谷市神田町3丁目、北緯34度59分18.3秒 東経137度00分52.8秒 / 北緯34.988417度 東経137.014667度